# البوعبادی
البوعبادی، روستایی از توابع بخش مرکزی شهرستان آبادان در استان خوزستان .

## جمعیت البوعبادی
این روستا در دهستان بهمنشیر شمالی قرار دارد و براساس سرشماری مرکز آمار ایران در سال ۱۳۹۵، جمعیت آن 1057 نفر (272 خانوار) بوده‌است.

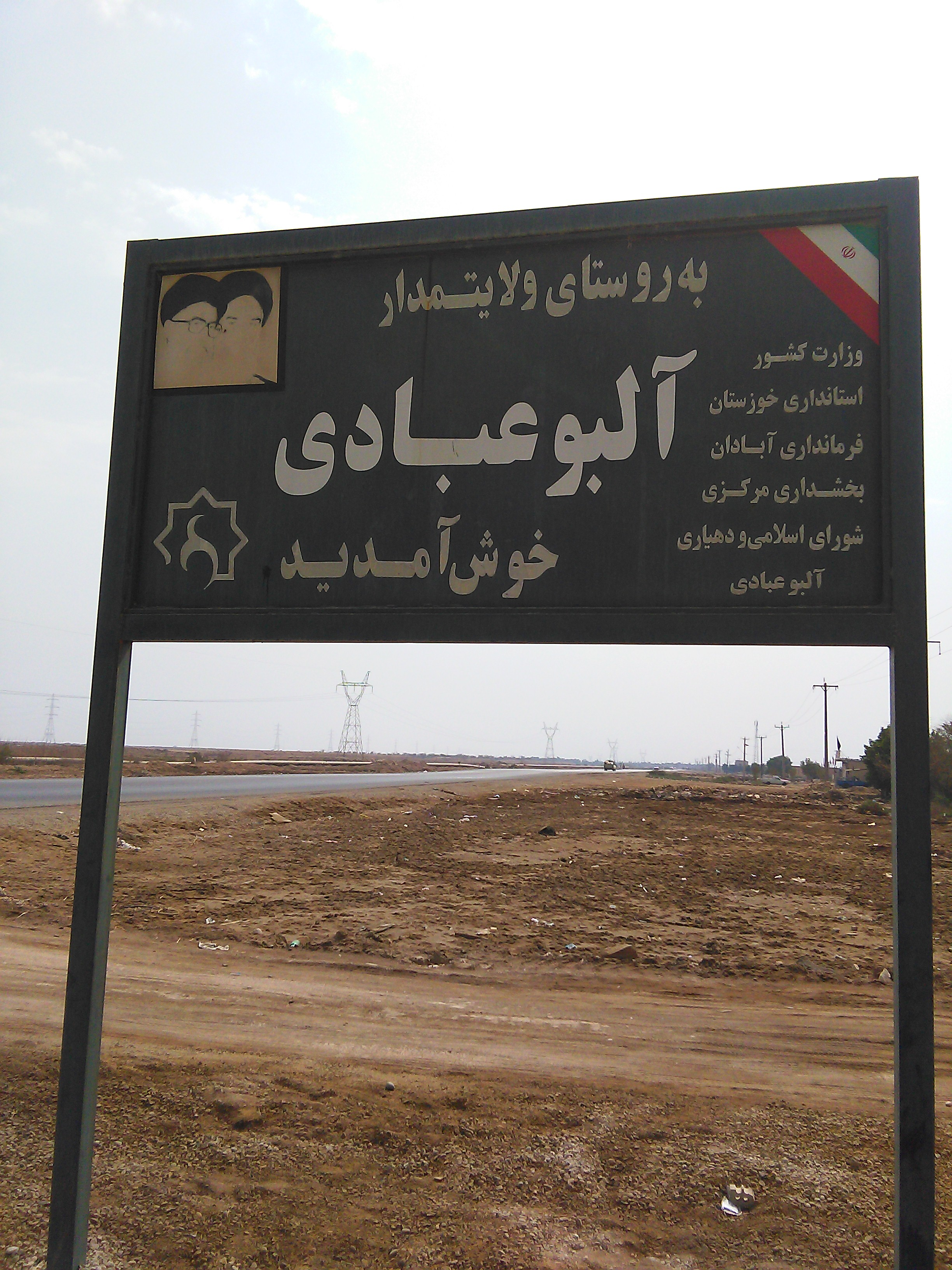